# Eleftherios Petrounias
Eleftherios Petrounias, född 30 november 1990, är en grekisk gymnast.
Han tog guld i ringar vid världsmästerskapen i artistisk gymnastik år 2015, 2017 och 2018. Vid europamästerskapen år 2024 tog han sitt sjunde guld i samma gren. Vid olympiska sommarspelen 2016 tog han guld i ringar.